# Campeonato Europeu de Hóquei em Patins Masculino de 1928
O Campeonato Europeu de 1928 foi a 3.ª edição do Campeonato Europeu de Hóquei em Patins. Esta competição é organizada pelo CERH.

## Participantes
| Países     | Participação | Melhor Resultado        |
| Inglaterra | 3.ª          | Campeão (1926 e 1927)   |
| França     | 3.ª          | 2.º Lugar (1926 e 1927) |
| Suíça      | 3.ª          | 3.º Lugar (1927)        |
| Alemanha   | 3.ª          | 3.º Lugar (1926)        |
| Itália     | 3.ª          | 5.º Lugar (1927)        |
| Bélgica    | 3.ª          | 5.º Lugar (1926)        |
| ---------- | ------------ | ----------------------- |

## Resultados
|            | Inglaterra | França | Alemanha | Suíça | Bélgica | Reino de Itália |
| ---------- | ---------- | ------ | -------- | ----- | ------- | --------------- |
| Inglaterra |            | 5-3    | 8-1      | 7-1   | 9-1     | 5-1             |
| França     |            |        | 5-0      | 5-1   | 4-3     | 3-2             |
| Alemanha   |            |        |          | 2-2   | 2-0     | 4-3             |
| Suíça      |            |        |          |       | 2-1     | 1-1             |
| Bélgica    |            |        |          |       |         | 3-1             |
| Itália     |            |        |          |       |         |                 |

## Classificação final
| Lugar | Seleção    | J | V | E | D | P  | GM | GS | Dif. |
| ----- | ---------- | - | - | - | - | -- | -- | -- | ---- |
|       | Inglaterra | 5 | 5 | 0 | 0 | 10 | 34 | 7  | +27  |
|       | França     | 5 | 4 | 0 | 1 | 8  | 20 | 11 | +9   |
|       | Alemanha   | 5 | 2 | 1 | 2 | 5  | 9  | 18 | -9   |
| 4     | Suíça      | 5 | 1 | 2 | 2 | 4  | 7  | 16 | -9   |
| 5     | Bélgica    | 5 | 1 | 0 | 4 | 2  | 8  | 18 | -10  |
| 6     | Itália     | 5 | 0 | 1 | 4 | 1  | 8  | 16 | -8   |

| Campeões Europeus 1928 |
| ---------------------- |
| Inglaterra             |
| INGLATERRA 3.º Título  |